# Ursul
Der Ursul (russisch Урсу́л) ist ein linker Nebenfluss des Ob-Quellflusses Katun in der russischen Republik Altai.

## Flusslauf
Der Ursul entspringt im Westen der Republik Altai, im westlichen Teil des Terekta-Kamms im Altaigebirge. Im Oberlauf heißt der Fluss Jelo (Ело). Er fließt in überwiegend östlichen Richtungen. Ab dem Ort Jelo, am Zusammenfluss mit dem von Süden kommenden Kajerlyk, trägt der Fluss dann seinen eigentlichen Namen „Ursul“.
Er durchfließt den Rajon Ongudai und deren Hauptort Ongudai. Nach insgesamt 119 km erreicht die Ursul den Katun und mündet von links kommend in diesen. Der Ursul entwässert ein Gebiet mit einer Fläche von 3710 km² und weist am Pegel Ongudai bei Flusskilometer 32 einen mittleren Abfluss (MQ) von 16,8 m³/s auf. 